# 山口達也 (ラグビー選手)
山口 達也（やまぐち たつや、1996年6月18日 - ）は、ジャパンラグビーリーグワンNTTドコモレッドハリケーンズ大阪に所属するラグビー選手。

## プロフィール
- 大阪府出身[1]。
- ポジションはフッカー(HO)。
- 身長 175 cm、体重 101 kg
- ニックネームはたつや。
- 関西学生代表に選ばれたことがある[2]。
- 父は元ラグビー選手（大阪府警）[3]。

## 来歴
2015年、常翔学園高校卒業後、立命館大学に入る。
2019年、立命館大学卒業後、NTTコミュニケーションズシャイニングアークス(現・浦安D-Rocks)に加入。
2020年1月12日にジャパンラグビートップリーグ第1節日野レッドドルフィンズ戦に途中出場で公式戦初出場を果たす。
2022年、NTTドコモレッドハリケーンズ大阪に加入。